# Citybeats (альбом De/Vision)
Citybeats - чотирнадцяти студійний альбом німецького синті-поп гурту De/Vision, який було випущено 22 червня 2018 року на власному лейблі Popgefahr Records  [Архівовано 23 червня 2018 у Wayback Machine.] .  

## Трек-лист
1. In The Still Of The Night
2. Joys Of Paradise
3. Dystopia
4. They Won’t Silence Us
5. Not In My Nature
6. The Brightest Star
7. Under Heavy Fire
8. A Pawn In The Game
9. A Storm Is Rising
10. Last Goodbye

Бонус CD (Тільки обмежений реліз)
1. They Won’t Silence Us (Short Cut)
2. Reclaim Your Throne
3. I Don’t Believe In A Broken Heart
4. A Demon’s Hand, Buddha’s Heart
5. They Won’t Silence Us (Extended Version)

## Учасники запису
- Штеффен Кет - вокал
- Томас Адам - клавішні, програмування

## Чарти
| Назва                                                         | Позиція |
| ------------------------------------------------------------- | ------- |
| Німеччина [Архівовано 7 липня 2018 у Wayback Machine.]        | 38      |
| iTunes Німеччина [Архівовано 7 липня 2018 у Wayback Machine.] | 16      |
| iTunes Іспанія [Архівовано 7 липня 2018 у Wayback Machine.]   | 13      |